# Palazzo baronale Di Giura
Il palazzo baronale Di Giura era la residenza della famiglia Di Giura nel comune di Chiaromonte in Basilicata.

## Storia
Il palazzo baronale Di Giura sorge lungo il versante orientale del circuito fortificato medioevale di Chiaromonte, riferibile al XIV secolo e realizzato in una torre circolare. 
La torre venne modificata dall'aggiunta di merlature sommitali e di una serie di finestre bifore; all'interno, una scala lignea a chiocciola permette di raggiungerne la sommità da cui si può godere del panorama sulla valle del Sinni. L’accesso alla torre è garantito esclusivamente dall'interno del palazzo: si preferì infatti mantenerne la funzione difensiva originaria. Il piano terra della torre assolse anche a funzione carceraria: qui scontò la sua pena anche il barone Giovanni di Giura nel 1799, cui è dedicata la lapide commemorativa inserita in facciata nel restauro ottocentesco. Fino a pochi anni fa all'interno della torre, nella sala cosiddetta cinese era ospitata la collezione di oggetti di manifattura cinese appartenuta ad uno dei membri della famiglia Di Giura, mandarino alla corte imperiale cinese, e la biblioteca di palazzo.
Il palazzo, realizzato con blocchi di rocce metamorfiche (cosiddetta puddinga) di facilissima reperibilità nel territorio, si sviluppa su tre livelli: il piano terra si apre sulla strada, mentre il primo e il secondo piano sono forniti di accessi privati direttamente dall'interno del giardino. Nel giardino del palazzo sono visibili altre due torri quadrate ed altre due torri circolari, databili alla fase di insediamento sanseverinesco. 
Il giardino è stato realizzando cingendo di mura l’area a ridosso delle fortificazioni medievali. Al suo interno, per ovviare alle pendenze dell’area, sono state realizzate alcune terrazze che furono impiegate per la piantumazione di alberi sempreverdi (cipressi, abeti, cedri e pini).
Sempre nel comune di Chiaromonte, fuori paese, in contrada Battifarano (è pure un luogo caratterizzato da una vasta bellezza naturale) vi è un altro monumento sempre correlato alla famiglia baronale di Giura, ovvero la torre di Giura (nota pure e soprattutto come Torre Albineta).